# باول إف. ستروب
باول إف. ستروب (بالألمانية: Paul F. Straub)‏ هو عسكري وجراح ألماني، ولد في 3 يوليو 1865 في ألمانيا، وتوفي في 25 نوفمبر 1937 في ماونت بليسانت في الولايات المتحدة.